# Wahguyhe Peak
Wahguyhe Peak is een tussen de 2.630 en 2.631 meter hoge bergtop in Nye County in de Amerikaanse staat Nevada. De bergtop bevindt zich in het nationaal park Death Valley maakt deel uit van de Grapevine Mountains en van de Amargosa Range.
De prominentie van de Wahguyhe Peak bedraagt 338 meter.